# Клаудино, Фабиана
Фабиана, полное имя Фабиана Марселино Клаудино (порт. Fabiana Marcelino Claudino; 24 января 1985, Санта-Лузия, штат Минас-Жерайс, Бразилия) — бразильская волейболистка. Центральная блокирующая. Двукратная Олимпийская чемпионка.

## Биография
Фабиана родилась в городе Санта-Лузия штата Минас-Жерайс. Отец — Витал Алберто Клаудино, мать — Мария Марселино. В 11-летнем возрасте по примеру старшего брата Бруно Клаудино (в прошлом играл за различные университетские баскетбольные команды США) занялась спортом и пришла в волейбольную секцию. В 2000 году была приглашена в команду «Минас», представляющую город Белу-Оризонти, в составе которой выиграла свою первую медаль — бронзовую чемпионата Бразилии. За «Минас» Фабиана выступала на протяжении четырёх сезонов, в 2002 став чемпионкой страны. С 2004 по 2010 играла за «Рексону-Адес» («Унилевер») из Рио-де-Жанейро, с которой 4 раза подряд становилась чемпионкой Бразилии. В 2011—2012 один сезон Фабиана выступала в Турции за «Фенербахче» и в его составе стала победительницей розыгрыша Лиги чемпионов ЕКВ. После этого вернулась в Бразилию. 4 сезона отыграла за СеСИ-СП из Сан-Паулу, а в 2016 заключила контракт с «Прая Клубе» из Уберландии своего родного штата Минас-Жерайс.
В 2000 году в 15-летнем возрасте Фабиана была включена в юниорскую сборную Бразилии, с которой выиграла «золото» континентального первенства, а через год — «серебро» чемпионата мира среди девушек. В 2002—2003 выступала за молодёжную сборную страны, став в её составе чемпионкой Южной Америки и мира.
В 2003—2016 Фабиана Клаудино выступала за национальную сборную Бразилии, с 2010 являясь её капитаном. За это время в её составе стала победителем 20 официальных турниров мирового и континентального уровня. В это число входят две победы на Олимпиадах (в 2008 и 2012; всего участвовала в четырёх Олимпийских играх), две победы в розыгрышах Всемирного Кубка чемпионов, 6 чемпионских титулов Мирового Гран-при, 6 — титулов победителя чемпионатов Южной Америки. После домашней Олимпиады-2016, в которой сборная Бразилии не смогла преодолеть четвертьфинальный барьер, Фабиана объявила о завершении карьеры в национальной команде, но в 2019 году вернулась в сборную, в 7-й раз став в её составе чемпионкой Южной Америки.
Фабиана является одной из сильнейших волейболисток в мире, выступающих на позиции центрального блокирующего. За свою спортивную карьеру спортсменка 11 раз признавалась лучшей в этом амплуа по итогам крупнейших соревнований на уровне сборных и клубных турниров, в том числе на Олимпиаде-2012.

### Клубная карьера
- 2000—2004 —  «Минас» (Белу-Оризонти);
- 2004—2010 —  «Рексона-Адес»/«Унилевер» (Рио-де-Жанейро);
- 2010—2011 —  «Гремио» (Арасатуба);
- 2011—2012 —  «Фенербахче» (Стамбул);
- 2012—2016 —  СеСИ-СП (Сан-Паулу);
- 2016—2019 —  «Прая Клубе» (Уберландия);
- 2019—2020 —  «Хисамицу Спрингс» (Кобе/Тосу);
- 2021—2024 —  «Озаску/Сан-Кристован Сауде» (Озаску).

## Достижения

### Со сборными Бразилии
- двукратная Олимпийская чемпионка — 2008, 2012.
- двукратный серебряный (2006, 2010) и бронзовый (2014) призёр чемпионатов мира.
- двукратный серебряный призёр розыгрышей Кубка мира — 2003, 2007.
- двукратный победитель розыгрышей Всемирного Кубка чемпионов — 2005, 2013.
- 6-кратная чемпионка Мирового Гран-при — 2004, 2006, 2008, 2013, 2014, 2016;
  - 3-кратный серебряный призёр Гран-при — 2010, 2011, 2012.
- 7-кратная чемпионка Южной Америки — 2003, 2005, 2007, 2011, 2013, 2015, 2019.
- чемпионка Панамериканских игр 2011;
  - серебряный призёр Панамериканских игр 2007.
- 3-кратный победитель розыгрышей Панамериканского Кубка — 2006, 2009, 2011.
- победитель розыгрыша Кубка «Финал четырёх» 2008.
- чемпионка мира среди молодёжных команд 2003.
- чемпионка Южной Америки среди молодёжных команд 2002.
- серебряный призёр чемпионата мира среди девушек 2001.
- чемпионка Южной Америки среди девушек 2000.

### С клубами
- 5-кратная чемпионка Бразилии — 2002, 2006—2008, 2018;
  - 6-кратный серебряный (2003, 2004, 2005, 2010, 2014, 2019) и 4-кратный бронзовый (2001, 2015, 2017, 2023) призёр чемпионатов Бразилии.
- победитель (2007) и 4-кратный серебряный призёр (2014, 2015, 2018, 2019) розыгрышей Кубка Бразилии.
- победитель розыгрыша Суперкубка Бразилии 2018.
- бронзовый призёр чемпионата Турции 2012.
- бронзовый призёр клубного чемпионата мира 2014.
- победитель розыгрыша Лиги чемпионов ЕКВ 2012.
- чемпионка Южной Америки среди клубных команд 2014;
  - 3-кратный серебряный призёр клубных чемпионатов Южной Америки — 2009, 2017, 2019.

### Индивидуальные
- 2001: лучшая нападающая и лучшая блокирующая чемпионата мира среди девушек.
- 2003: лучшая нападающая молодёжного чемпионата мира.
- 2005: лучшая блокирующая Всемирного Кубка чемпионов.
- 2006: лучшая блокирующая Панамериканского Кубка.
- 2006: лучшая нападающая Гран-при.
- 2008: лучшая нападающая Кубка Бразилии.
- 2008: лучшая блокирующая Кубка «Финал четырёх».
- 2009: лучшая блокирующая Гран-при.
- 2010: лучшая блокирующая чемпионата Бразилии.
- 2011: лучшая блокирующая чемпионата Южной Америки.
- 2012: лучшая блокирующая Олимпиады.
- 2013: лучшая блокирующая (одна из двух) чемпионата Южной Америки.
- 2013: MVP (самый ценный игрок) Всемирного Кубка чемпионов.
- 2014: MVP (самый ценный игрок) клубного чемпионата Южной Америки.
- 2014: лучшая центральная блокирующая (одна из двух) Гран-при.
- 2017: лучшая центральная блокирующая (одна из двух) клубного чемпионата Южной Америки.
- 2019: лучшая центральная блокирующая (одна из двух) клубного чемпионата Южной Америки

## Личная жизнь
В июне 2018 года Фабиана вышла замуж за певца Винисиуса ди Паула. 17 апреля 2021 года у супругов родился сын Асаф.